# Ramosomyia
Ramosomyia — рід серпокрильцеподібних птахів родини колібрієвих (Trochilidae). Представники цього роду мешкають в США, Мексиці і Гватемалі. Раніше їх відносили до роду Амазилія (Amazilia) або Агиртрія (Agyrtria), однак за результатами молекулярно-філогенетичного дослідження 2014 року вони були переведені до відновленого роду Leucolia. У 2022 році через принцип пріорітету рід отримав нову назву Ramosomyia.

## Види
Виділяють три види:
- Агиртрія фіолетовоголова (Ramosomyia violiceps)
- Агиртрія зеленолоба (Ramosomyia viridifrons)
- Агиртрія рудобока (Ramosomyia wagneri)[9]